# II. Richárd angol király
II. Richárd (angolul Richard II; 1367. január 6. – kb. 1400. február 14.) Anglia királya 1377-től 1399-es lemondatásáig. 
Richárd apja, a százéves háborúban hírnevet szerzett Eduárd trónörökös, a Fekete Herceg 1376-ban meghalt; nagyapja, III. Eduárd a következő évben bekövetkezett halálakor így a tíz éves Richárd lépett az angol trónra. Uralkodásának első éveiben nagybátyjai, Genti János és Woodstocki Tamás asszisztálásával kormányzótanácsok vezették helyette az országot. Anglia válságos időket élt, a franciákkal folytatott százéves háború mellett 1381-ben Wat Tyler vezetésével parasztfelkelés tört ki. A fiatal király fontos szerepet játszott a lázadás elfojtásában. Apjától és nagyapjától eltérően Richárd nem volt harcos alkat és békére törekedett Franciaországgal. Politikájának központi eleme volt a királyi tekintély megerősítése és hogy kevésbé függjön a főurak haderejétől, megerősítette a királyi magánhadsereget. Udvarában támogatta a művészeteket és a kultúrát és olyan atmoszférát alakított ki, amelyben az eszményített uralkodó alakja állt a középpontban.
Mivel a király csak tanácsadóinak kis csoportjára támaszkodott, a befolyásos főurak "folyamodó lordoknak" nevezett csoportja 1387-ben a parlamentet a maga oldalára állítva átvette a hatalmat a kormányzat fölött. 1389-re Richárd visszanyerte az irányítást és a következő nyolc évben viszonylagos békében élt korábbi ellenfeleivel. 1397-ben viszont, mikor már elég erősnek érezte magát, lesújtott rájuk, többeket kivégeztetett vagy száműzött. A következő két évben ún. "zsarnokságot" vezetett be, amelyben az uralkodói akaratot a törvény felett állónak tekintette. 1399-ben meghalt nagybátyja, Genti János lancasteri herceg, Richárd pedig élethossszigra hosszabbította, fia Henry Bolingbroke száműzetését, akit korábban egy párbaj ürügyén tiltott ki országából. 1399 nyarán, kihasználva Richárd írországi távollétét, Bolingbroke visszatért Angliába és maga mellé állítva a közhangulatot, lemondatta Richárdot és IV. Henrik néven királlyá koronáztatta magát. A yorkshire-i Pontefract várában fogságban tartott Richárdot 1400. február 14-re halálra éheztették.
Richárd megítélését jelentős mértékben befolyásolta William Shakespeare II. Richárd című drámája, melyben negatívan ábrázolta az uralkodót és őt tette felelőssé az angol történelem következő századának kaotikus viszonyaiért és a rózsák háborújáért. A 19. század végének és 20. század elejének történészei egyenesen elmebetegnek tartották. Mai megítélése sokat javult, bár túlzott centralizációs törekvéseivel hozzájárult saját bukásához és nárcisztikus személyiségzavara is befolyásolhatta döntéseit, különösen uralkodásának utolsó éveiben.

## Gyermekkora és trónra jutása

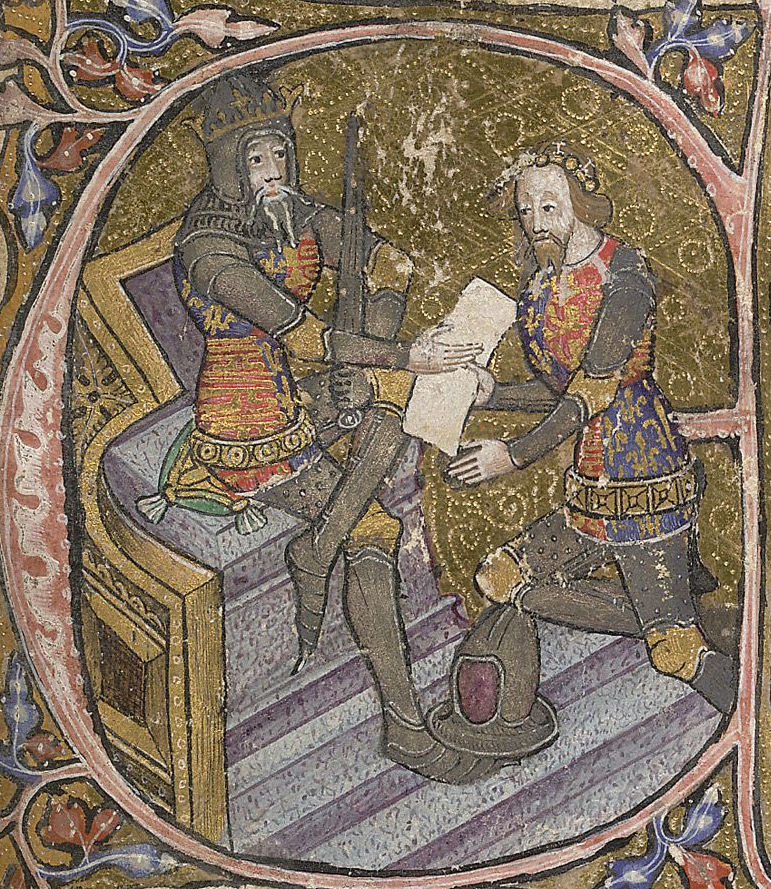
A Fekete Herceg apja, III. Eduárd előtt térdel

Richárd Eduárd walesi herceg és angol trónörökös (III. Eduárd legidősebb fia), valamint felesége, Kenti Johanna második fia volt (bátyja, Eduárd öt évesen meghalt). A trónörökös (ragadványnevén a Fekete Herceg) tehetséges hadvezérnek bizonyult a százéves háború korai szakaszában, különösen az 1356-os poitiers-i csatában szerzett nagy hírnevet. 1370-ben Kasztíliában elkapta a vérhast, amiből soha nem épült fel teljes mértékben és a következő évben visszatért Angliába.
Richárd 1367. január 6-án született az akkor Angliához tartozó Aquitániai Hercegség kikötővárosa, Bordeaux érseki palotájában. A korabeli források szerint három király (Kasztília, Navarra és Portugália urai) állt a bölcsőjénél. Erre az anekdotára és vízkeresztnapi születésére lehet visszavezetni azt, hogy a wiltoni diptichon táblaképén a háromkirályok között ábrázolják. Apja hosszú betegeskedés után 1376 júniusában meghalt. A parlament alsóháza attól tartott, hogy nagybátyja, Genti János elbitorolja a trónt, ezért Richárdot sietve felruházták apja minden rangjával, beleértve Wales hercegségét is.
A következő évben, 50 évnyi uralkodás után 1377. június 21-én meghalt Richárd nagyapja, III. Eduárd király, aki ekkor már jó ideje beteges és gyenge volt. Anglia trónját a tíz éves Richárd örökölte, akit július 16-án koronáztak meg a westminsteri apátságban. Genti János ambícióitól tartva nem nagybátyjaira bízták a régensséget, hanem az egymást követő ún. "folytonos tanácsok" segítették a kiskorú király uralkodását, amelyektől Jánost távol tartották. Ő azonban – öccsével, Woodstocki Tamással együtt – kezdetben így is jelentős hatást gyakorolt a kormányzatra, bár a királyi tanácsadók, mint Sir Simon de Burley és Írország hercege, Robert de Vere egyre inkább átvették a király ügyeinek irányítását. Három év alatt a tanácsadók teljesen elvesztették az alsóház bizalmát és 1380 után megszüntették a tanácsokat. Az elégedetlenséghez a súlyos adók is hozzájárultak: 1377 és 1381 között három alkalommal is különadóakat vetettek ki, amelyek bevételét a sikertelen franciaországi hadjáratokra fordították.

## A parasztfelkelés

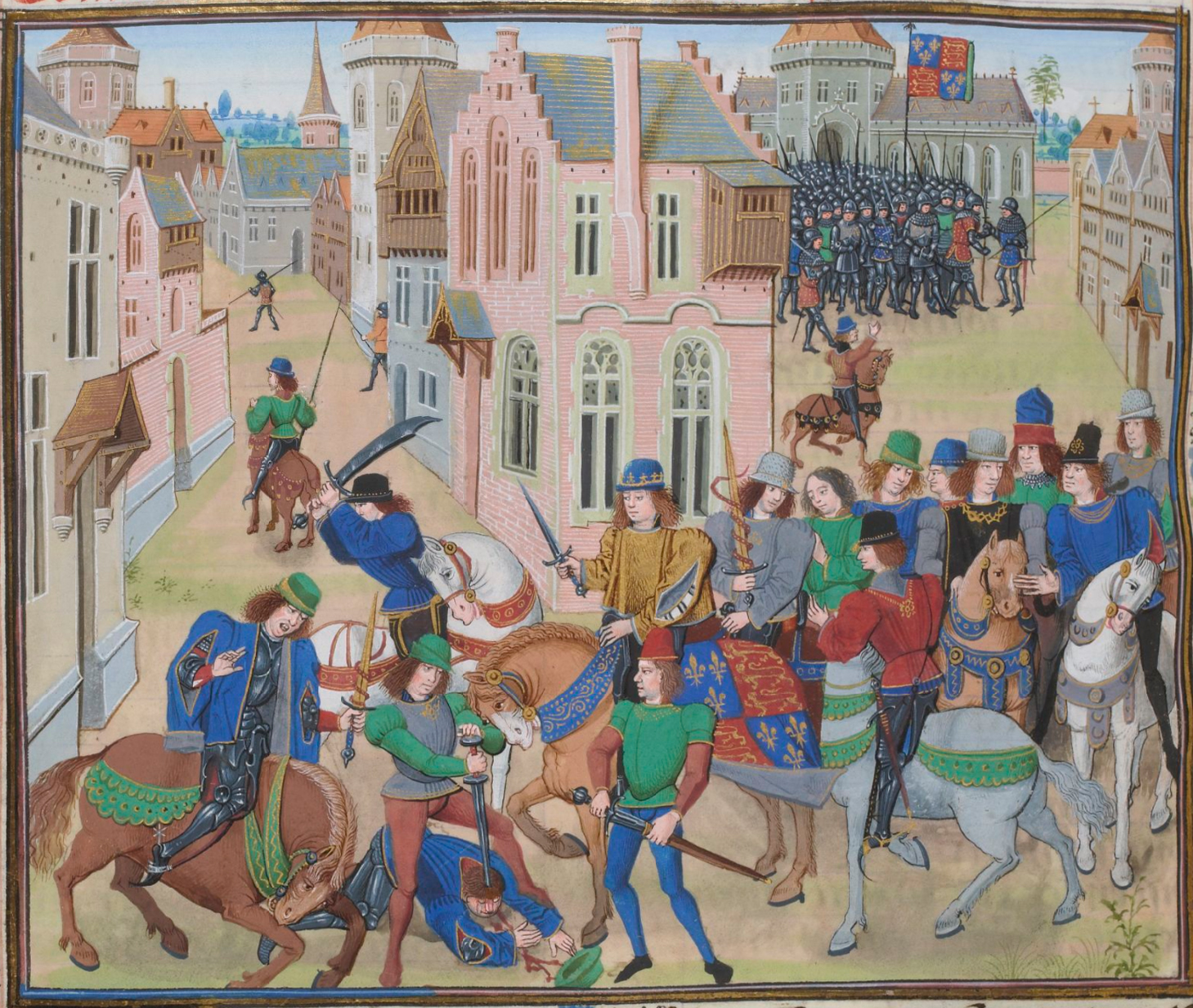
Wat Tyler meggyilkolása (kb. 1475)

Bár az angol parasztok felkelésének közvetlen kiváltó oka az 1381-es különadó volt, a földbirtokosok és földművesek közötti konfliktus a nagy pestisjárvány utáni gazdasági és demográfiai változásokra vezethető vissza. A nyílt lázongás 1381 májusának végén kezdődött Kentben és Essexben, majd június 12-én a Wat Tyler, John Ball és Jack Straw vezette felkelők a London melletti Blackheathben gyűltek össze. Genti János Savoy palotáját felgyújtották és megölték Simon Sudbury canterburyi érseket (aki a lordkancellári tisztséget is viselte), valamint Robert Hales főkincstárnokot. A parasztok a jobbágyság teljes eltörlését követelték. A király és tanácsadói a londoni Towerbe húzódtak vissza és belátva, hogy nincsen elég erejük a lázadók szétkergetésére, tárgyalásokat kezdeményeztek.
Nem tudni, hogy az ekkor tizennégy éves Richárd milyen mértékben vett részt a tanácskozásokban, bár egyes történészek véleménye szerint ő is a tárgyalásos megoldás híve volt. Június 13-án a király kihajózott a Temzére, de a folyóparton Greenwichnél tolongó tömeg miatt nem tudott kikötni és visszatért a Towerba. Másnap kilovagolt és Mile End-nél találkozott a lázadókkal, ahol elfogadta azok feltételeit; engedékenysége csak feltüzelte a parasztokat, akik folytatták a fosztogatást és gyilkolást. A következő napon Wat Tylerrel tárgyalt a londoni Smithfieldben és megerősítette, hogy a elfogadja feltételeiket, de a lázadók vezérét nem győzte meg szándékai őszinteségéről. A király emberei kezdtek türelmetlenné válni, veszekedés tört ki és végül William Walworth londoni polgármester lerántotta Tylert a lováról és megölte őt. Mikor a felkelők rájöttek mi történt, majdnem összecsapás kezdődött, de a király lélekjelenlétével megakadályozta a vérontást. "Én vagyok a ti kapitányotok, kövessetek!" kiáltotta és elvezette a tömeget a helyszínről. Walworth eközben összegyűjtötte a fegyvereseit, hogy bekerítse a paraszthadsereget, de Richárd megkegyelmezett nekik és megengedte hogy szétszéledjenek és visszatérjenek otthonaikba.
Richárd röviddel ezután visszavonta a megígért szabadságjogokat és kegyelmet, és mivel a lázongás továbbra is folytatódott, maga ment Essexbe, hogy elfojtsa az ottani felkelést. Június 28-án Billericaynél legyőzte az utolsó fegyveres csoportot is és gyakorlatilag leverte a parasztok felkelését. Fiatal kora ellenére Richárd bátran és határozottan kezelte a válsághelyzetet. Valószínű azonban, hogy a történtek miatt hajlott később az abszolutizmusra, nem tűrte az engedetlenséget és a királyi tekintély kétségbevonását; ezek a tulajdonságai azonban más körülmények között bukásához vezettek.

## Nagykorúvá válása

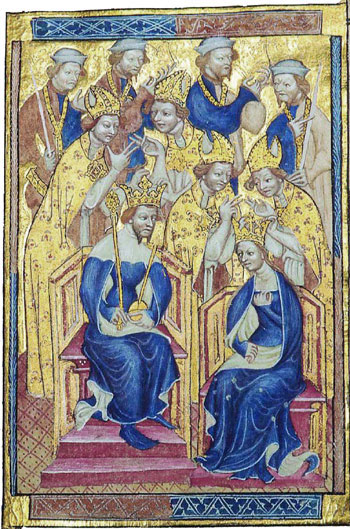
Richárd és Anna megkoronázása

A parasztfelkelés elfojtása után Richárd első jelentősebb tette az volt, amikor 1382. január 20-án feleségül vette IV. Károly német-római császár lányát, Luxemburgi Annát (Zsigmond magyar király nővérét). A házasság diplomáciai szempontból is fontos volt; a nyugati egyházszakadás miatt a birodalom fontos szövetséges lehetett Franciaország ellen. Ennek ellenére a házasságnak nem volt támogatottsága Angliában és bár Richárd jelentős összegeket juttatott a németeknek, ez nem eredményezett katonai sikereket a franciákkal szemben. Gyerekük nem született. Anna 1394-ben pestisben meghalt, férje pedig őszintén meggyászolta.
A házasság megszervezésének kulcsfigurája Michael de la Pole volt, akiben Richárd teljesen megbízott és a király nagykorúvá válása után fokozatosan egyre fontosabb tisztségeket töltött be az udvarban és a kormányzatban is. De la Pole gazdag kereskedőcsaládból származott, a parlamentben fel is hánytorgatták ellene, hogy alacsony sorból emelték grófi rangra A főurak közül sokan ellenérzéssel fogadták, amikor Richárd 1383-ban lordkancellárrá nevezte ki, két évvel később pedig létrehozta számára a Suffolk grófja címet. Az uralkodó belső köreinek másik prominens figurája Robert de Vere volt, Richárd közeli barátja és kegyence, akinek személyét az arisztokrácia szintén rosszallotta, különösen miután 1386-ban kinevezték Írország hercegének. A királlyal szemben amúgy rosszindulatú krónikás, Thomas Walsingham azt sugallta, hogy Richárd és de Vere között homoszexuális kapcsolat állt fenn.
A franciaországi háborút illetően az angol elit megosztott volt. Az udvari párt inkább tárgyalt volna, míg Richárd nagybátyjai, Genti János és Woodstocki Tamás hadjáratot sürgettek. Henry Despenser norwichi püspök keresztesháborút hirdetett a hamis pápát (VII. Kelemen) követő franciák ellen, akik akkor szállták meg Flandriát. A hadjárat azonban csúfos kudarcba fulladt. Richárd ezért inkább könnyebb ellenfelet keresett és a franciákkal szövetséges skótok ellen fordult. 1385-ben maga vezetett egy büntetőexpedíciót északra, de semmit sem sikerült elérnie, a skótok egyszer sem bocsátkoztak vele csatába. Eközben a franciák inváziót készítettek elő Dél-Angliába, csak a flandriai Gent lázadása akadályozta meg, hogy végre is hajtsák tervüket. A kudarcok tovább rontották Richárd és nagybátyja, Genti János viszonyát, aki 1386-ban el is hagyta Angliát (állítólag életét is féltve), hogy megpróbálja megszerezni Kasztília trónját. János távozása után az elégedetlenkedők élére Woodstocki Tamás (aki ekkor már Gloucester hercege volt) és Richard Fitzalan, Arundel grófja álltak.

## Az első válság (1386–88)

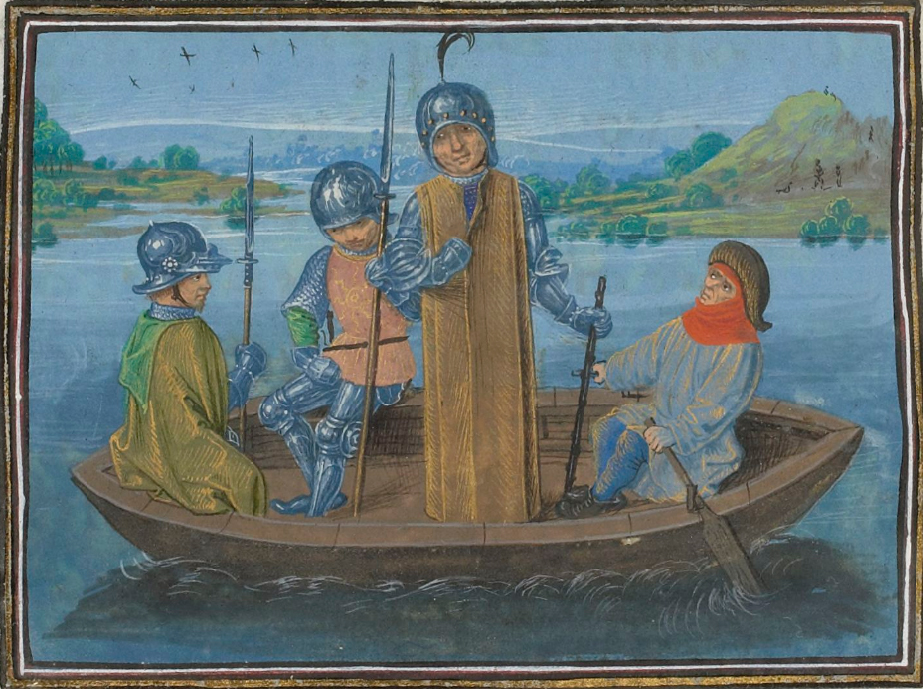
Robert de Vere menekül a Radcor Bridge-i csata után

1386-ra a francia invázió veszélye csak tovább nőtt. Az októberi parlamenten Michael de la Pole kancellári minőségében addig példátlan mértékű különadó kivetését kérte a védekezés megszervezésére. A parlament (az ún. "csodálatos parlament", amelyet Gloucester és Arundel felbujtott a király ellen) azonban nem volt hajlandó megszavazni az adót, amíg a kancellár hivatalában marad. Richárd erre úgy válaszolt, hogy még egy mosogatólányt sem bocsátana el a konyhájából a parlament követelésére. A felfokozott hangulatú vitában már lemondatással fenyegették a királyt, aki végül beadta a derekát és menesztette de la Pole-t. Helyére bizottságot állítottak, amely egy éven át felügyelte a király pénzügyeit.
Richárdot nagyon feldúlta királyi tekintélyének csorbítása és 1387 februárjától novemberig bejárta az országot, hogy felmérje és megerősítse támogatottságát. Cheshire-ben elkezdett kiépíteni egy, a koronához hű hatalmi központot és kinevezte Chester főbírájává barátját, de Vere-t. Robert Tresilian országos főbírótól beszerzett egy állásfoglalást, miszerint a parlament viselkedése törvénytelen és felségsértő volt.
Mikor visszatért Londonba, Gloucester, Arundel és Thomas de Beauchamp warwicki gróf árulással vádolta előtte leglojálisabb támogatóit: de la Pole-t, de Vere-t, Tresiliant, valamint Nicholas Brembre londoni polgármestert és Alexander Neville yorki érseket. Richárd húzta a tárgyalásokat, hogy de Vere megérkezhessen Cheshire-ből az erősítésekkel. A három ellenzéki főűr eközben egyesítette erőit Henry Bolingbroke derbyi (aki Genti János fia volt) és Thomas de Mowbray nottinghami grófokéval. Az együttesen "folyamodó lordoknak" nevezett ellenzéki csoport 1387. december 20-án Radcot Bridge-nél feltartóztatta de Vere-t, seregét megfutamították, de Vere pedig kénytelen volt elmeneküli az országból.
Richárdnak így nem volt más választása, el kellett fogadnia a lordok követeléseit; Brembre-t és Tresiliant kivégezték, de Vere-t és de la Pole-t (aki szintén külföldre menekült) az ún. "könyörtelen parlamenten" 1388 februárjában távollétükben halálra ítélték. A leszámolások folytatódtak és a király udvarának néhány lovagját is kivégeztették, többek között Simon de Burleyt. A "folyamodó lordok" teljesen felszámolták a király kegyenceiből és barátaiból álló belső kört.

## Bizonytalan béke

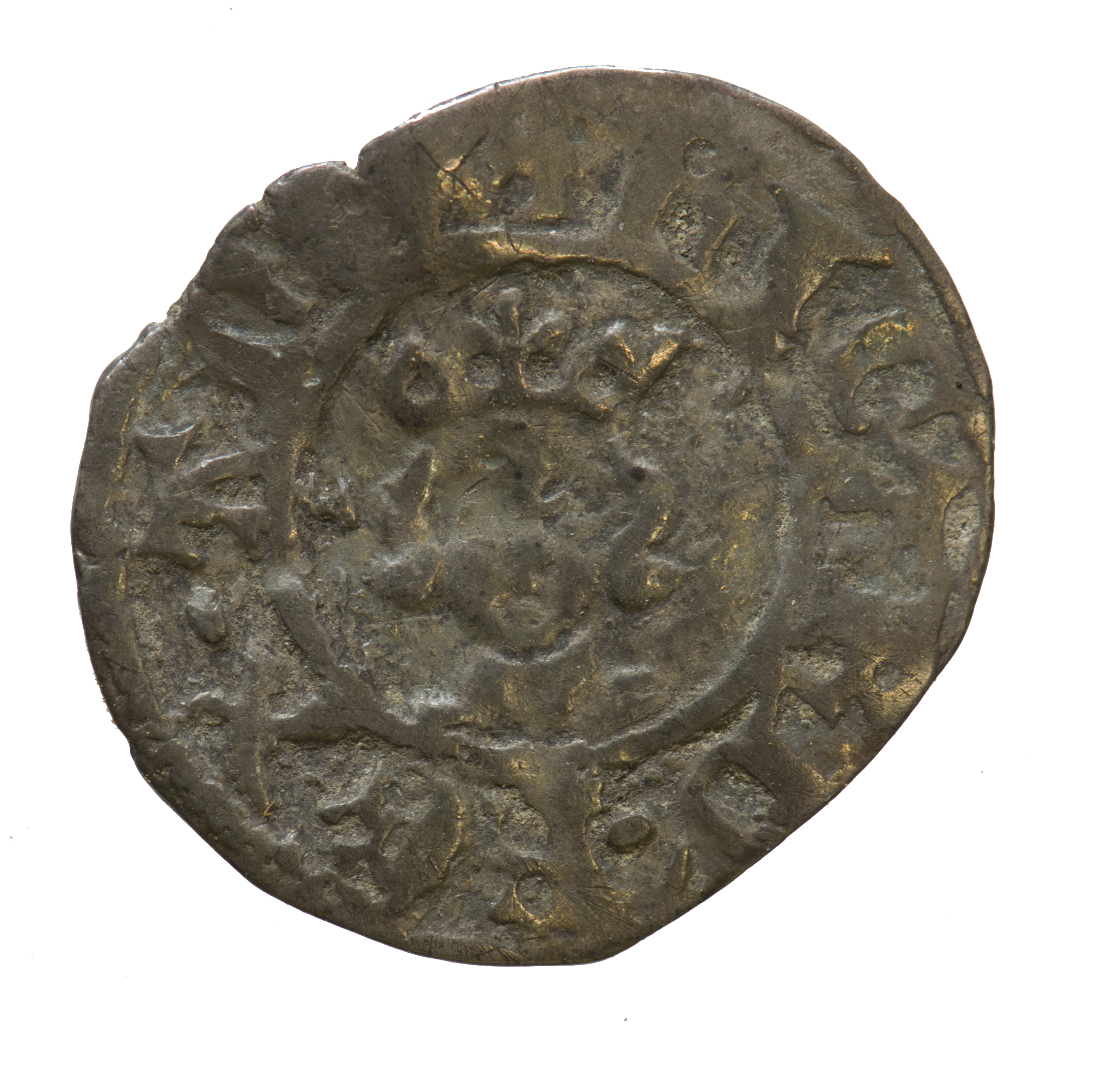
II. Richárd ezüst félpennyse

A könyörtelen parlament önkényeskedése után Richárdnak fokozatosan, több hónap alatt sikerült visszaállítania királyi tekintélyét. A folyamodó lordok agresszív háborús külpolitikája kudarcba fulladt, mert nem tudtak átfogó franciaellenes koalíciót létrehozni, ráadásul a skótok is betörtek Észak-Angliába. Richárd túl volt huszonegyedik életévén és senki sem vitathatta el tőle a jogot, kiskorúságára hivatkozva, hogy saját nevében uralkodjék. 1389-ben Genti János is visszatért Angliába és kiegyezett a királlyal; a tapasztalt főúr ezután igyekezett mérsékelni az angol belpolitika feszültségeit. 1389. május 3-án Richárd visszavette a kormányzat feletti teljes felügyeletet és kijelentette, hogy a korábbi évek nehézségeit kizárólag rossz tanácsadói okozták. Felülbírálta a lordok külpolitikáját, igyekezett kibékülni a franciákkal és megígérte, hogy érezhetően visszafogja a különadók mértékét. A következő nyolc évben béke uralkodott az országban, Richárd láthatóan kiegyezett korábbi ellenségeivel is. A későbbi események azonban bebizonyították, hogy nem felejtette el az őt ért megaláztatásokat. Különösen gyerekkori nevelője, Sir Simon de Burley kivégzését nem tudta megbocsátani.

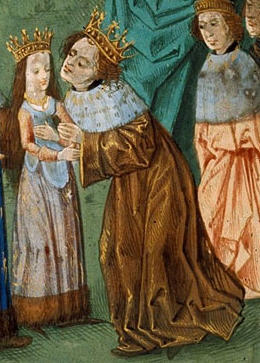
Richárd és Valois Izabella

Miután hátországát stabilizálta, Richárd tárgyalni kezdett a franciákkal a végleges békekötés feltételeiről. Egy 1393-as javaslat jelentősen megnövelte volna az angol uralkodó által birtokolt Aquitániai Hercegséget, azonban Párizs ragaszkodott hozzá, hogy az angol király aquitániai hercegként esküdjön hűséget a francia uralkodónak, amit az angol közvélemény nem tűrt volna el. Így 1396-ban csak fegyverszünetet kötöttek, viszont 28 éves időtartamra. A megegyezés részeként Richárd eljegyezte VI. Károly francia király hat éves lányát, Izabellát (bár ez azt jelentette, hogy hosszú ideig nem volt várható trónörökös születése).
Kevésbé mutatkozott békeszeretőnek Írországban. Az írországi angol lordokat rendszeresen támadták az ír törzsek és ők a királyhoz fordultak segítségért. 1394 őszén Richárd áthajózott a szigetre és 800 fős seregével a következő év májusáig ott maradt. Hadjárata sikeresnek bizonyult, számos ír törzsfő behódolt a koronának. Ír hadjárata volt Richárd uralkodásának egyik legsikeresebb mozzanata és megszilárdította a király támogatóinak körét (bár az angol uralom írországi megerősödése rövid életűnek bizonyult).

## A második válság (1397–99)
II. Richárd ún. "zsarnokságának" kora az 1390-es évek végén kezdődött el. 1397 júliusában a király letartóztatta Gloucestert, Arundelt és Warwickot. Nem teljesen világos, hogy miért tette és miért ekkor lendült akcióba, és bár az egyik krónika szerint összeesküvést szőttek ellene, erre más bizonyíték nem áll rendelkezésre. Valószínűbb, hogy Richárd ekkor már elég erősnek érezte magát hogy bosszút álljon a három lordon az 1386–88-as eseményekben játszott szerepükért és semlegesítse a hatalmát veszélyeztető főnemesi ellenzéket. Először Arundelt vitette bíróság elé az 1397 szeptemberében összeült parlamenten. Heves vita után a grófot elítélték és szeptember 21-én lefejezték. A perére váró Gloucestert Nottingham grófja tartotta fogva Calais várában, de még mielőtt sorra került volna rá, a gróf bejelentette, hogy a herceg meghalt. Feltehetően a király ölette meg titokban, hogy elkerülje a királyi vérből való herceg elítélésének és kivégzésének ódiumát. Warwickot is halálra ítélték, de kegyelmet kapott és ítéletét életfogytig tartó börtönre változtatták. Arundel fivérét, Thomas Arundel canterburyi érseket haláláig száműzték az országból. Miután leszámolt az ellenzék vezéreivel, Richárd a híveikre is lecsapott, bírságokat szabott ki rájuk, amely által a kincstár jelentős extra jövedelmekre tett szert, bár a korabeli krónikások is megkérdőjelezték ítéleteinek törvényességét.

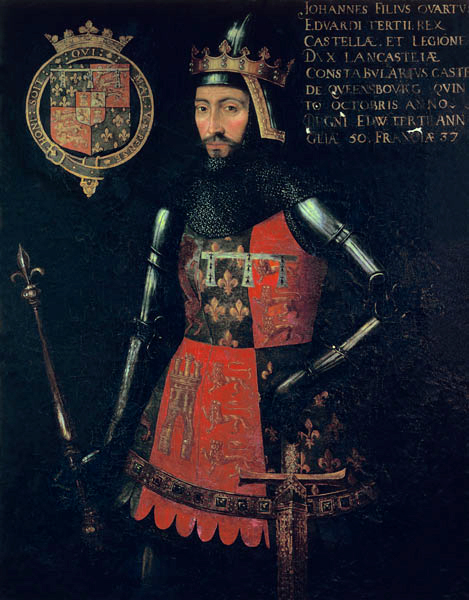
Genti János, Lancaster hercege

A leszámolás egyrészt Genti János, másrészt egyéb főurak jóváhagyásával vagy támogatásával mehetett végbe; utóbbiak új címekre és jövedelmekre tehettek szert az elkobzott birtokok után. Köztük voltak olyan korábbi "folyamodó lordok" is, mint Henry Bolingbroke derbyi gróf (Genti János fia, akit Hereford hercegévé neveztek ki) és Thomas de Mowbray Nottingham grófja, aki Norfolk hercege címet kapta. 
A Richárd uralmát fenyegető legnagyobb veszélyt ezek után a Lancaster-ház jelentette, vagyis Genti János és fia, Henry Bolingbroke. Nem csak gazdagabbak voltak bármely más angol arisztokrata családnál, de lévén Richárd nagybátyja és unokatestvére, ők voltak a trón egyik várományosa a gyermektelen Richárd halála esetén. 1397 decemberében Bolingbroke és Mowbray összekülönbözött: az előbbi azt állította, hogy Mowbray kijelentette, mint volt folyamodó lordok, ők lesznek a királyi bosszú következő áldozatai. Norfolk hercege vehemensen tagadott, mert az állítás árulási vádat vont volna maga után. A parlament úgy döntött, hogy párbaj döntse el a vitát, ám Richárd az utolsó pillanatban közbeavatkozott és mindkettejüket száműzte: Mowbrayt örökre, Bolingbroke-ot tíz évre. 1399. február 3-án Genti János 58 évesen meghalt. A király, ahelyett hogy hagyta volna Bolingbroke-ot apja örökébe lépni, száműzetését élethossziglanira növelte, vagyonát pedig elkobozta. A Párizsban élő Bolingbroke nem jelentett már veszélyt Richárdra, mert a franciáknak nem állt érdekében a békepolitikát folytató angol király uralmának megdöntése. 1399 májusában Richárd újabb hadjáratot indított Írországba.
1398-ban Richárd Shrewsburyba összehívta a parlamentet, amely semmisnek nyilvánította a "könyörtelen parlament" minden döntését és kijelentette, hogy a király minden jogi kötelezettség felett áll. A parlament jogköreit egy tizenkét főúrból és hat köznemesből álló bizottságra ruházta át, amelynek tagjait az uralkodó barátainak köréből választották ki. Így Richárd abszolút hatalomra tett szert, akinek többé nem volt kötelessége újból összehívni a parlamentet.

## Udvari kultúra

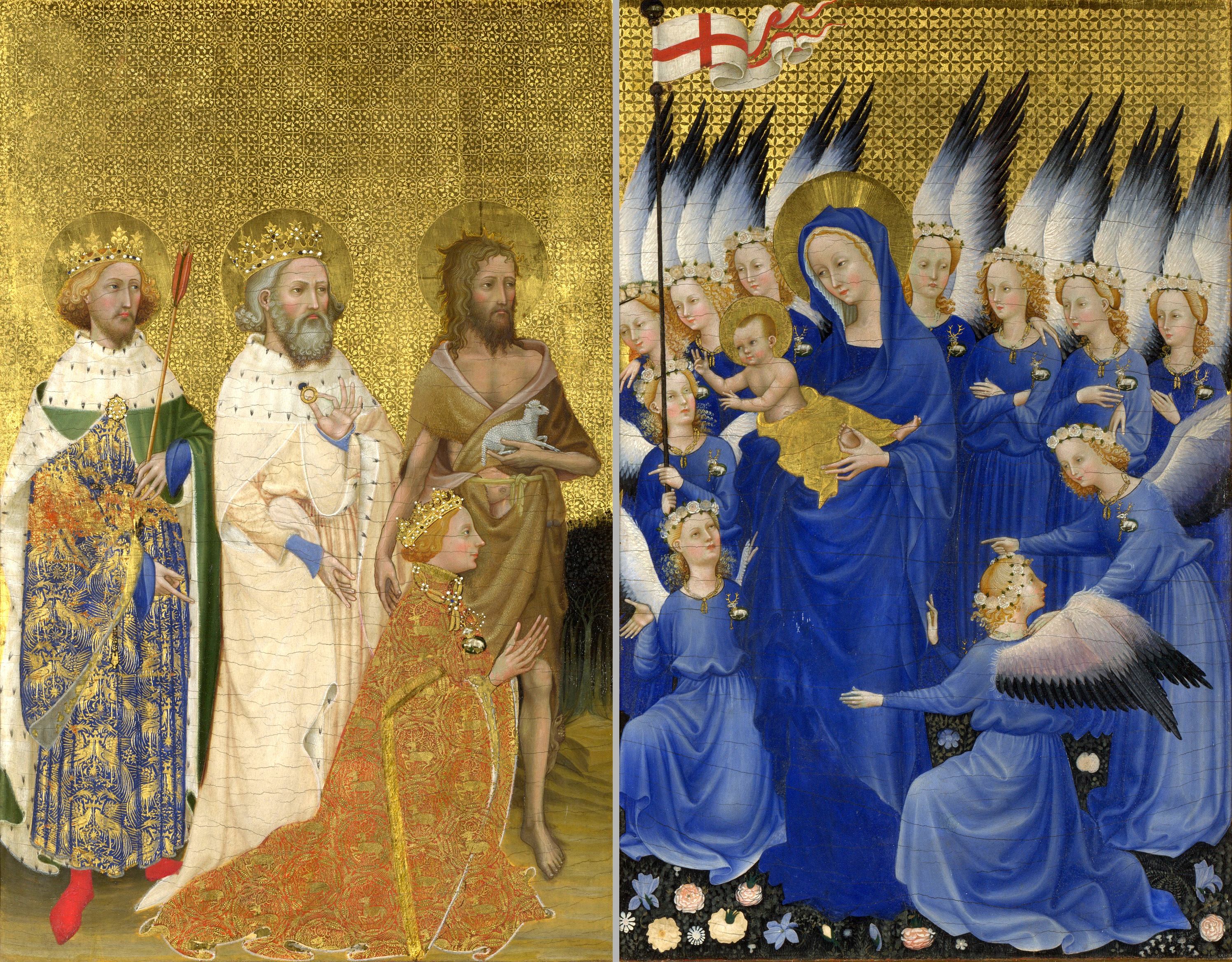
A wiltoni diptichon, amelyen II. Richárd Mártír Edmund, Hitvalló Eduárd és Keresztelő Szt. János társaságában Szűz Máriát és a kisdedet imádja

Richárd uralkodásának utolsó éveiben, különösen 1397 után, mikor már felülkerekedett a folyamodó lordokon, a király gyakorlatilag teljes politikai hatalommal rendelkezett, ami igen ritka helyzet volt a középkori Angliában. Ebben a korszakban sajátos, a korábbiaktól jelentősen eltérő udvari kultúra kezdett kialakulni. Az uralkodó megszólítása a korábbi "felségről" (highness) "magasztosságodra" (majesty) változott. Richárd az ünnepélyeken állítólag órákon át ült szótlanul a trónján és akire rápillantott, annak térdet kellett hajtania előtte. Az új etikett elemei a kontinensről származtak: egyfelől a francia és a császári udvarokból a király feleségei közvetítésével; másrészt átvették a Fekete Herceg aquitániai udvarának szokásait is.
Richárd uralkodói előjogokat illető nézetei azokból a megalázó tapasztalatokból származtak, amikor előbb a felkelő parasztok, majd a folyamodó lordok kétségbe vonták királyi tekintélyét. Gyökeresen más volt a hozzáállása a nemességhez, mint nagyapjának, III. Eduárdnak. Eduárd bajtársainak tekintette a nemeseket, úgy vélte, hogy kölcsönösen szükségük van egymásra a főurakkal, akikre gyakran bízott hadseregeket. Richárd viszont úgy vélte, hogy ez a gyakorlat veszélyesen nagy hatalmat ad a bárók kezébe. Hogy elkerülje az arisztokraták katonai erejétől való függést, inkább békét kötött a franciákkal. Ugyanakkor kiépítette a saját privát hadseregét, amely nagyobb volt, mint bármely elődjéé. Katonái ruhájukon személyes címerét, a fehér szarvast viselték (ez a jel látható a wiltoni dipthichon angyalainak ruháján is). Miután már nem kellett a főurak kegyeit keresnie, kialakíthatta udvarának új szellemiségét, ahol a művészet és a kultúra állt a központban a háborúskodás helyett és ahol az udvaroncok hódoltak az eszményített uralkodó tekintélye előtt.

## A művészetek patrónusa
A királyi tekintély megerősítésének céljából Richárd megpróbálta kiépíteni az uralkodó kultuszát. Elődeitől eltérően táblaképeken örökíttette meg magát teljes királyi fenségében Ezekből az alkotásokból kettő maradt fenn: az életnagyságnál nagyobb portréja a westminsteri apátságban (lásd az infoboxot) kb. 1390-ből és az 1394-99 közötti, hordozható wiltoni dipthichon, amelyet feltehetően írországi hadjáratára vitt magával. Stílusukban ezek a kontinentális (főleg párizsi és prágai) gótikus festményeket követik; ebből a típusból csak néhány maradt fenn Angliában. Richárd a festményekhez képest jóval többet költött ékszerekre, drága kelmékre és ötvösmunkákra, de ezekből – akárcsak illuminált kódexeiből – alig maradt fenn valami. Az egyik kivétel egy korona, amely feltehetően Anna királynéé volt és IV. Henrik lánya vitte Münchenbe, ahol ma látható.
Richárd legnagyobb építészeti öröksége a Westminster Hall, amelyet uralkodása idején jelentősen átalakítottak, talán Genti János 1391-ben befejezett pompás kenilworthi kastélyának hatására. A falak mélyedéseibe a király életnagyságú szobrait helyezték el és Hugh Herland pompás gótikus famennyezetet készített az épület számára, amely lehetővé tette a korábbi román stílusú hajók egyetlen hatalmas teremmé való egybenyitását.
Ebben a korban alakult ki az angol irodalmi nyelv és bár alig van bizonyíték rá, hogy Richárd közvetlenül patronálta volna a költészetet, udvarának miliője lehetővé tette annak virágzását. A kor legnagyobb angol költője, Geoffrey Chaucer Richárdot szolgálta diplomataként és tisztviselőként. Chaucer Genti János szolgálatában is állt egy ideig és a herceg feleségének, Blanche-nak tiszteletére írta a A hercegnő könyve című dicshimnuszát . Chaucer barátja, John Gower ekkor írta Richárd rendelésére Confessio Amantis című 33 ezer soros versét, bár később elvesztette illúzióit a királlyal kapcsolatban.

## Bukása

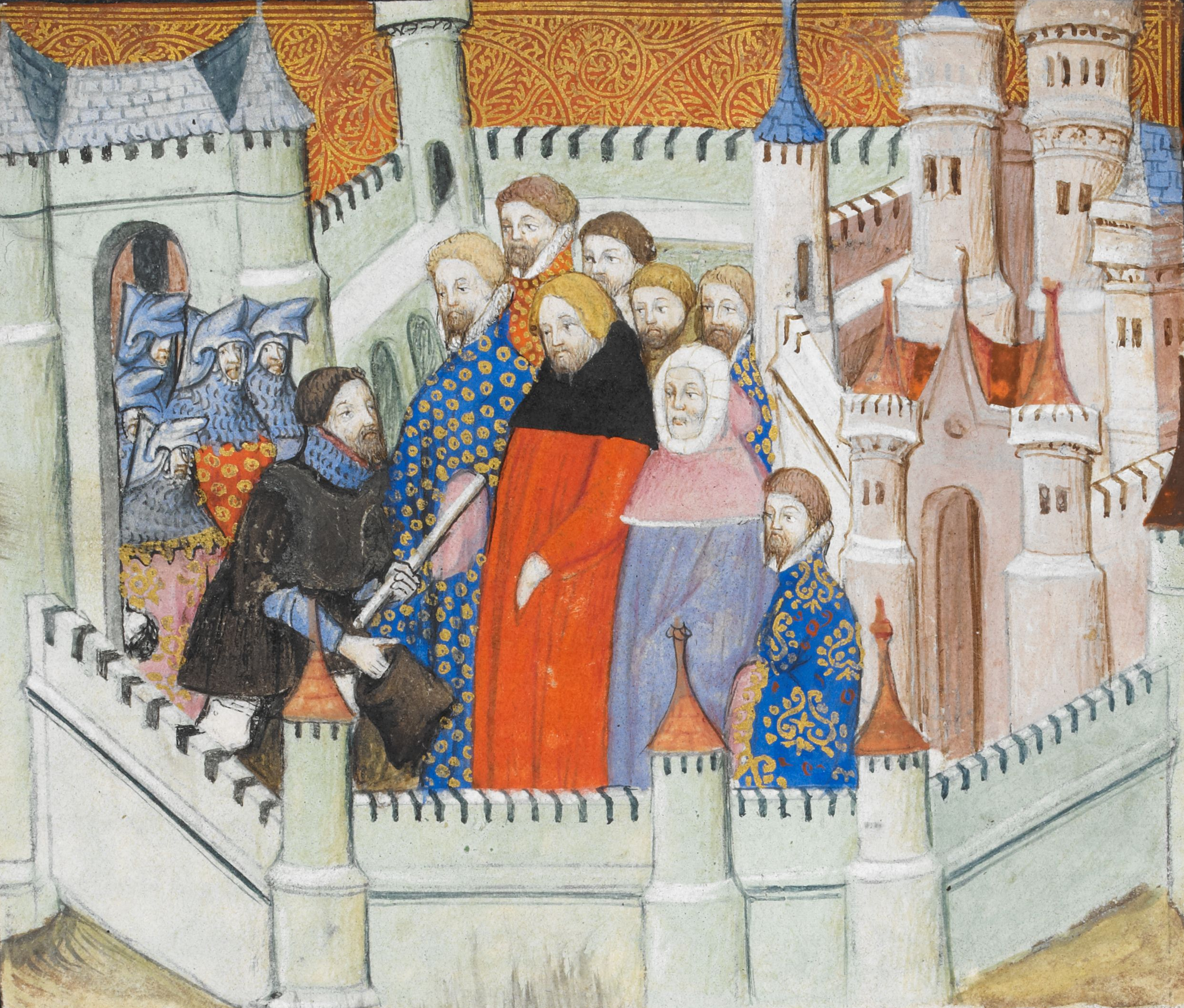
Richárd megadja magát Flint várában

1399 júniusában az elmebeteg VI. Károly francia királyt háttérbe szorítva öccse, Lajos orléans-i herceg vette át az ország kormányzását. Az ambiciózus Lajos szakított a korábbi békepolitikával és hogy zavart keltsen szomszédjánál, megengedte Henry Bolingbroke-nak, hogy visszatérjen Angliába. Bolingbroke és támogatóinak maréknyi csapata 1399 június végén ért partot a yorkshire-i Ravenspurnnál. Bár azt állította, hogy csak atyai örökségét kívánja visszavenni, az egész országból sereglettek zászlaja alá. Henry Percy northumberlandi, valamint Ralph Neville westmorelandi grófok is a pártjára álltak. Mivel Richárd magával vitte Írországba saját lovagjait és a hozzá hű főnemesek nagy részét, Bolingbroke alig tapasztalt ellenállást dél felé tartó útja során. Edmund Langley yorki herceg, akire a király távollétében az ország kormányzását bízta, sereget gyűjtött a trónkövetelő ellen, de végül melléállt. Richárd csak megkésve tért vissza ír hadjáratából és július 24-én szállt partra Walesben. Chesterbe indult, de hívei sorra hagyták el és seregének Észak-Walesba küldött fele (amelyet az áruló Edward Norwich albemarle-i herceg tanácsára különített el) szétszéledt, amikor híre ment, hogy a király meghalt. Richárd Conwy várába húzódott, ahol augusztus 12-én tárgyalásokba kezdett a northumberlandi gróffal. Egy héttel később, augusztus 19-én Flint várában megadta magát Bolingbroke-nak és ígéretet tett, hogy lemond a trónról, ha meghagyják az életét. Ezután együtt Londonba mentek – közben a felháborodott Richárdnak a trónkövetelő mögött kellett lovagolnia – és érkezésük után, szeptember 1-én a királyt a Towerba zárták.
Henry Bolingbroke most már nyíltan trónkövetelőként lépett fel. Richárdot zsarnoksággal és az ország rossz kormányzásával vádolta, amivel állítólag alkalmatlanná vált a további uralkodásra. Nagyobb gondot jelentett, hogy nem ő volt a következő az örökösödési sorrendben, mert csak III. Eduárd harmadik fiától származott. A második fiú, Antwerpeni Lionel leányági unokája, Edmund Mortimer, March grófja az elsőszülöttség szabályai szerint megelőzte őt. A problémát úgy oldották fel, hogy kizárólag a fiúági leszármazást vették figyelembe.

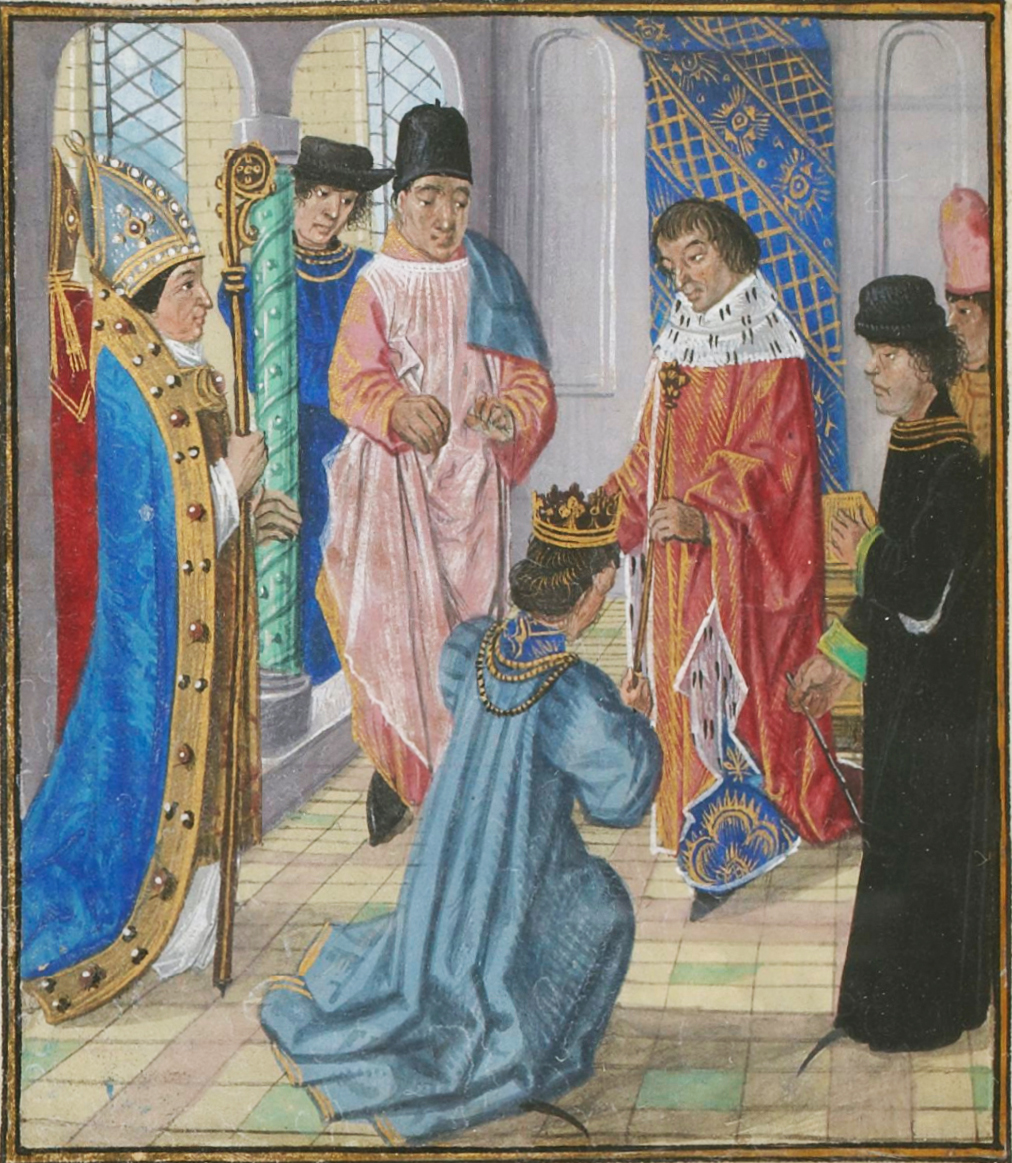
II. Richárd lemondása

1399. szeptember 30-án a parlament Westminster Hall-ban tartott ülésén a hivatalos feljegyzés szerint II. Richárd saját akaratából lemondott a koronáról, amelynek okaként saját uralkodói méltatlanságát jelölte meg. A Traison et Mort Chronicle krónika szerint viszont Richárd és Henrik találkozója egy nappal korábban zajlott le és ennek során a király dührohamot kapott, követelte, hogy eresszék ki a Towerből, unokatestvérét árulónak nevezte és sapkáját földre dobva bosszút esküdött. Henrik a parlament jóváhagyása nélkül nem volt hajlandó lépni. A parlament ülésén St. Asaph püspöke felolvasta a harminchárom cikkelyből álló lemondatási törvényt, amelyet a lordok és közrendűek ellenszavazat nélkül elfogadtak. Október 1-én II. Richárdot formálisan megfosztották a koronától, október 13-án (Hitvalló Szt. Eduárd napján) pedig IV. Henriket Anglia királyává koronázták.

## Halála
Henrik az egyezség értelmében életben hagyta Richárdot annak lemondása után. A helyzet azonban megváltozott, amikor a vízkereszti felkelés során kiderült, hogy Richárd korábbi hívei, Huntingdon, Kent és Salisbury grófjai, Lord Despenser (és talán Rutland grófja, valamennyien volt hercegek) összeesküvést szőnek az új király meggyilkolására és Richárd uralmának visszaállítására. Bár az akció elbukott, nyilvánvalóvá váltak a veszélyei a volt uralkodó életben tartásának. A fogságban tartott Richárdot ezután állítólag halálra éheztették Pontefract várában. A lemondott király 1400. február 14. körül vesztette életét (a pontos dátumot és a halál módját egyes történészek vitatják). A holttestet Londonba vitték, február 17-én a (régi, 1666-ban leégett) Szt. Pál-székesegyházban felravatalozták, majd március 6-án a King's Langley-i apátságban eltemették.
A későbbiekben több alkalommal is elterjedt a híresztelés, hogy Richárd életben van, de ezeknek Angliában nem nagyon adtak hitelt. Skóciában viszont Robert Stewart, Albany hercege stirlingi várában tartott egy ál-Richárdot, akit több alkalommal felhasznált – lehet hogy nem teljesen önkéntes módon – különböző Lancaster-ellenes és lollard cselszövéseihez. IV. Henrik csalónak nyilvánította az ál-Richárdot, akit több angol és skót forrás is elmebetegnek tartott, sőt egyikük 1419-es halálakor azt állította, hogy koldus volt. Mindenesetre királyi pompával temették el a stirlingi domonkos kolostorban. Eközben az 1413-ban trónra lépő V. Henrik, részben hogy enyhítse apja bűnét, részben hogy elhallgattassa a Richárd életben maradásáról szállongó szóbeszédet, King's Lanley-ből átvitette II. Richárd holttestét a westminsteri apátságba, és eltemettette abba a sírba, amit még Richárd készíttetett magának és ahol már felesége, Anna hamvai nyugodtak.

## Megítélése
A kortársak – még azok is, akik nem szimpatizáltak vele – általában egyetértettek abban, hogy Richárd „igen szép király” volt, bár „arca fehér, kerek és nőies”, amivel arra utaltak, hogy nem volt eléggé férfias. Magas volt és jókötésű; mikor 1871-ben felnyitották a sírját, megmérték a csontvázát, és magasságát 180 cm-re becsülték. Intelligens volt és tanult, bár ha izgatott volt, hajlamos volt dadogni. Westminsteri arcképe valószínűleg elég jól hasonlított hozzá, míg a wiltoni diptichonon jóval fiatalabbként ábrázolják. Vallási szempontból hagyománytisztelő volt, és – különösen uralkodása vége felé – határozottan ellenezte a terjedő lollard eretnekség tanait. Különösen tisztelte Hitvalló Szent Eduárdot, 1395-ben saját címerébe is felvette Eduárd jelképét. Bár nem volt éppen katonakirály, de szerette a lovagi tornákat és a vadászatokat.

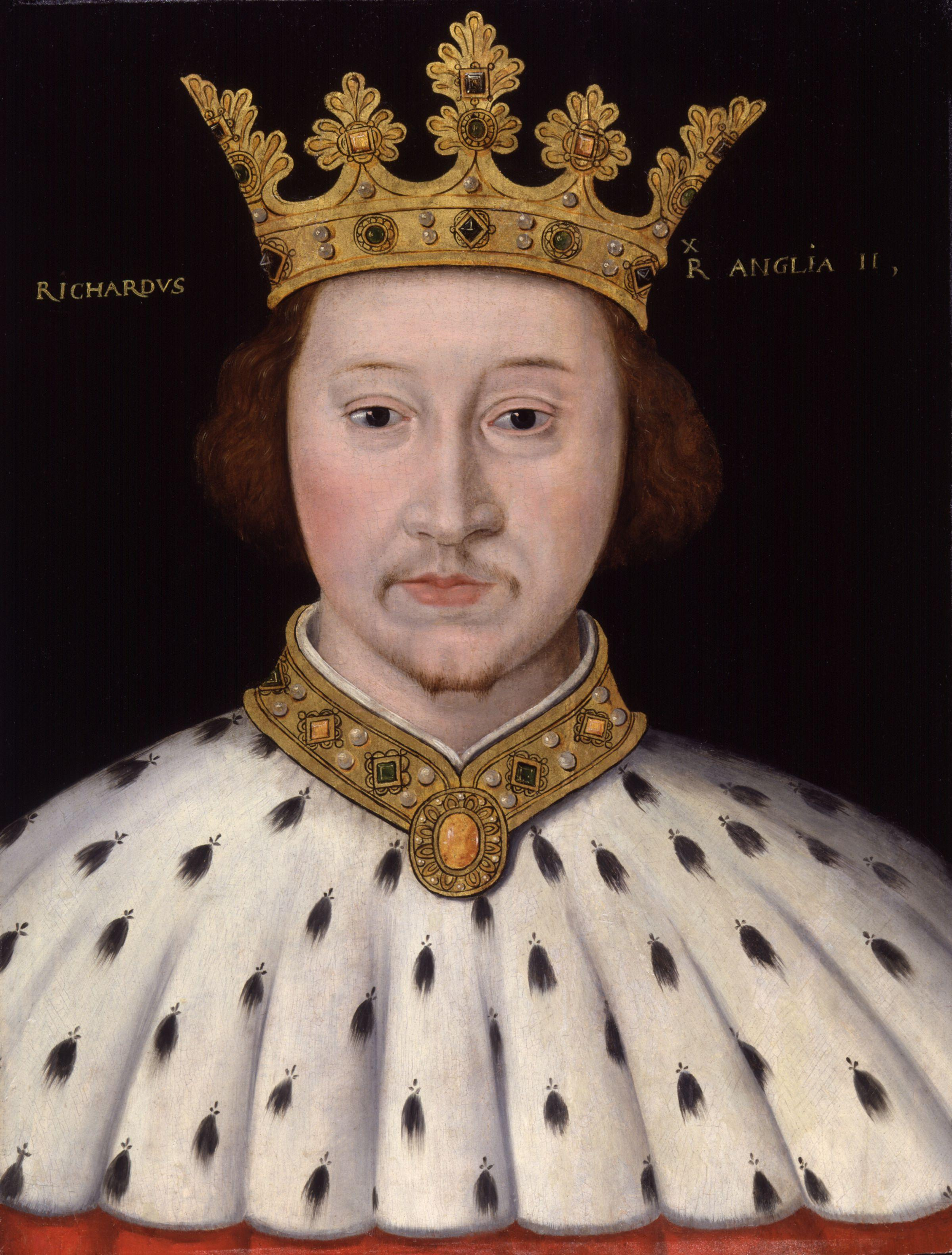
II. Richárd 16. századi ábrázolása

A későbbi korokban a közvélemény róla alkotott képét nagyon erősen befolyásolta Shakespeare II. Richárd című drámája, amely kegyetlen, bosszúálló és felelőtlen jellemnek állítja be őt, aki csak bukása után nyeri el a nagyság látszatát. Shakespeare azonban olyan Tudor-kori történészektől vette információit, akik igen ellenségesen viszonyultak Richárdhoz. A Tudorok mitológiája szerint Anglia rossz kormányzása vele vette kezdetét, amely aztán a rózsák háborújába taszította az országot és csak VII. Henrik állította helyre a rendet. Ez a nézet egészen a 19. századig fennállt, és csak a 20. században vizsgálták felül. A 19. századi William Stubbs történész még Richárd szellemi épségét is kétségbe vonta, állítása szerint uralkodása vége felé „teljesen elvesztette szellemi egyensúlyát”. Anthony Steel 1941-es biográfiájában azt írta, hogy a király szkizofrén volt; a későbbi szerzők viszont elvetik azt a vádat, hogy bármilyen elmebetegségben szenvedett volna, bár jellegzetes nárcisztikus személyiségjegyeket mutatott, és uralkodása végén „valóságérzékelése gyengébbé vált”.
Történészi szempontból különösen érdekesek Richárd politikai nézetei és ezek hatása bukására. Korábban úgy vélték, hogy uralkodói attitűdje a kora modernkori abszolút monarchia számos elemét tartalmazta. Újabban úgy látják, hogy felfogása nem különbözött jelentősen elődeiétől, és hogy a hagyományos monarchia keretein belül maradt. Reformjai azonban túlságosan hirtelenek és nagy mértékűek voltak. A háborúskodás hiányának a költségek csökkenéséhez kellett volna vezetnie és mérsékelnie kellett volna az adókat. A fényűző királyi udvar és magánhadsereg fenntartása, Richárd bőkezű ajándékozásai azonban legalább annyiba kerültek, mintha háború folyt volna. Az arisztokrácia befolyását csökkentő katonapolitikáját később IV. Eduárd és VII. Henrik is alkalmazta, de Richárd gyakorlatilag csak egy grófságra, Cheshire-re támaszkodott, ami ártott támogatottságának az ország többi részén. Simon Walker történész így összegezte tevékenységét: „Az, amit el szeretett volna érni, a kor viszonyai között nem volt sem törvénytelen, sem elérhetetlen; annak módja volt az, ami miatt elbukott.”

## Családfája
|  |  |  |  |                             |                             |                             |                             |                             |                             |                             |                             |                               |                               |                               |                               |                               |                               |                  |                  |                             |                             |                             |                             |                             |                             |                             |                         |                         |                         |                         |                         |  |  |                            |                            |                            |                            |                            |                            |  |  | III. Eduárd angol király |                         |                         |                         |                         |                         |  |  |                      |                      |                      |                      |                      |                      |  |  |                          |                          |                          |                          |                          |                          |  |  |  |  |  |  |  |  |  |  |  |  |
|  |  |  |  |                             |                             |                             |                             |                             |                             |                             |                             |                               |                               |                               |                               |                               |                               |                  |                  |                             |                             |                             |                             |                             |                             |                             |                         |                         |                         |                         |                         |  |  |                            |                            |                            |                            |                            |                            |  |  |                          |                         |                         |                         |                         |                         |  |  |                      |                      |                      |                      |                      |                      |  |  |                          |                          |                          |                          |                          |                          |  |  |  |  |  |  |  |  |  |  |  |  |
|  |  |  |  |                             |                             |                             |                             |                             |                             |                             |                             |                               |                               |                               |                               |                               |                               |                  |                  |                             |                             |                             |                             |                             |                             |                             |                         |                         |                         |                         |                         |  |  |                            |                            |                            |                            |                            |                            |  |  |                          |                         |                         |                         |                         |                         |  |  |                      |                      |                      |                      |                      |                      |  |  |                          |                          |                          |                          |                          |                          |  |  |  |  |  |  |  |  |  |  |  |  |
|  |  |  |  | Thomas Holland kenti gróf   | Thomas Holland kenti gróf   | Thomas Holland kenti gróf   | Thomas Holland kenti gróf   | Thomas Holland kenti gróf   | Thomas Holland kenti gróf   |                             |                             | Johanna kenti grófnő          | Johanna kenti grófnő          | Johanna kenti grófnő          | Johanna kenti grófnő          | Johanna kenti grófnő          | Johanna kenti grófnő          |                  |                  |                             |                             |                             |                             |                             |                             | Eduárd, a Fekete Herceg     | Eduárd, a Fekete Herceg | Eduárd, a Fekete Herceg | Eduárd, a Fekete Herceg | Eduárd, a Fekete Herceg | Eduárd, a Fekete Herceg |  |  | Lionel clarence-i herceg   | Lionel clarence-i herceg   | Lionel clarence-i herceg   | Lionel clarence-i herceg   | Lionel clarence-i herceg   | Lionel clarence-i herceg   |  |  | János lancasteri herceg  | János lancasteri herceg | János lancasteri herceg | János lancasteri herceg | János lancasteri herceg | János lancasteri herceg |  |  | Edmund yorki herceg  | Edmund yorki herceg  | Edmund yorki herceg  | Edmund yorki herceg  | Edmund yorki herceg  | Edmund yorki herceg  |  |  | Tamás gloucesteri herceg | Tamás gloucesteri herceg | Tamás gloucesteri herceg | Tamás gloucesteri herceg | Tamás gloucesteri herceg | Tamás gloucesteri herceg |  |  |  |  |  |  |  |  |  |  |  |  |
|  |  |  |  | Thomas Holland kenti gróf   | Thomas Holland kenti gróf   | Thomas Holland kenti gróf   | Thomas Holland kenti gróf   | Thomas Holland kenti gróf   | Thomas Holland kenti gróf   |                             |                             | Johanna kenti grófnő          | Johanna kenti grófnő          | Johanna kenti grófnő          | Johanna kenti grófnő          | Johanna kenti grófnő          | Johanna kenti grófnő          |                  |                  |                             |                             |                             |                             |                             |                             | Eduárd, a Fekete Herceg     | Eduárd, a Fekete Herceg | Eduárd, a Fekete Herceg | Eduárd, a Fekete Herceg | Eduárd, a Fekete Herceg | Eduárd, a Fekete Herceg |  |  | Lionel clarence-i herceg   | Lionel clarence-i herceg   | Lionel clarence-i herceg   | Lionel clarence-i herceg   | Lionel clarence-i herceg   | Lionel clarence-i herceg   |  |  | János lancasteri herceg  | János lancasteri herceg | János lancasteri herceg | János lancasteri herceg | János lancasteri herceg | János lancasteri herceg |  |  | Edmund yorki herceg  | Edmund yorki herceg  | Edmund yorki herceg  | Edmund yorki herceg  | Edmund yorki herceg  | Edmund yorki herceg  |  |  | Tamás gloucesteri herceg | Tamás gloucesteri herceg | Tamás gloucesteri herceg | Tamás gloucesteri herceg | Tamás gloucesteri herceg | Tamás gloucesteri herceg |  |  |  |  |  |  |  |  |  |  |  |  |
|  |  |  |  |                             |                             |                             |                             |                             |                             |                             |                             |                               |                               |                               |                               |                               |                               |                  |                  |                             |                             |                             |                             |                             |                             |                             |                         |                         |                         |                         |                         |  |  |                            |                            |                            |                            |                            |                            |  |  |                          |                         |                         |                         |                         |                         |  |  |                      |                      |                      |                      |                      |                      |  |  |                          |                          |                          |                          |                          |                          |  |  |  |  |  |  |  |  |  |  |  |  |
|  |  |  |  |                             |                             |                             |                             |                             |                             |                             |                             |                               |                               |                               |                               |                               |                               |                  |                  |                             |                             |                             |                             |                             |                             |                             |                         |                         |                         |                         |                         |  |  |                            |                            |                            |                            |                            |                            |  |  |                          |                         |                         |                         |                         |                         |  |  |                      |                      |                      |                      |                      |                      |  |  |                          |                          |                          |                          |                          |                          |  |  |  |  |  |  |  |  |  |  |  |  |
|  |  |  |  | John Holland exeteri herceg | John Holland exeteri herceg | John Holland exeteri herceg | John Holland exeteri herceg | John Holland exeteri herceg | John Holland exeteri herceg |                             |                             | II. Thomas Holland kenti gróf | II. Thomas Holland kenti gróf | II. Thomas Holland kenti gróf | II. Thomas Holland kenti gróf | II. Thomas Holland kenti gróf | II. Thomas Holland kenti gróf |                  |                  | II. Richárd, Anglia királya | II. Richárd, Anglia királya | II. Richárd, Anglia királya | II. Richárd, Anglia királya | II. Richárd, Anglia királya | II. Richárd, Anglia királya |                             |                         |                         |                         |                         |                         |  |  | Filippa ulsteri grófnő     | Filippa ulsteri grófnő     | Filippa ulsteri grófnő     | Filippa ulsteri grófnő     | Filippa ulsteri grófnő     | Filippa ulsteri grófnő     |  |  | Henry Bolingbroke        | Henry Bolingbroke       | Henry Bolingbroke       | Henry Bolingbroke       | Henry Bolingbroke       | Henry Bolingbroke       |  |  | Eduárd rutlandi gróf | Eduárd rutlandi gróf | Eduárd rutlandi gróf | Eduárd rutlandi gróf | Eduárd rutlandi gróf | Eduárd rutlandi gróf |  |  |                          |                          |                          |                          |                          |                          |  |  |  |  |  |  |  |  |  |  |  |  |
|  |  |  |  | John Holland exeteri herceg | John Holland exeteri herceg | John Holland exeteri herceg | John Holland exeteri herceg | John Holland exeteri herceg | John Holland exeteri herceg |                             |                             | II. Thomas Holland kenti gróf | II. Thomas Holland kenti gróf | II. Thomas Holland kenti gróf | II. Thomas Holland kenti gróf | II. Thomas Holland kenti gróf | II. Thomas Holland kenti gróf |                  |                  | II. Richárd, Anglia királya | II. Richárd, Anglia királya | II. Richárd, Anglia királya | II. Richárd, Anglia királya | II. Richárd, Anglia királya | II. Richárd, Anglia királya |                             |                         |                         |                         |                         |                         |  |  | Filippa ulsteri grófnő     | Filippa ulsteri grófnő     | Filippa ulsteri grófnő     | Filippa ulsteri grófnő     | Filippa ulsteri grófnő     | Filippa ulsteri grófnő     |  |  | Henry Bolingbroke        | Henry Bolingbroke       | Henry Bolingbroke       | Henry Bolingbroke       | Henry Bolingbroke       | Henry Bolingbroke       |  |  | Eduárd rutlandi gróf | Eduárd rutlandi gróf | Eduárd rutlandi gróf | Eduárd rutlandi gróf | Eduárd rutlandi gróf | Eduárd rutlandi gróf |  |  |                          |                          |                          |                          |                          |                          |  |  |  |  |  |  |  |  |  |  |  |  |
|  |  |  |  |                             |                             |                             |                             |                             |                             |                             |                             |                               |                               |                               |                               |                               |                               |                  |                  |                             |                             |                             |                             |                             |                             |                             |                         |                         |                         |                         |                         |  |  |                            |                            |                            |                            |                            |                            |  |  |                          |                         |                         |                         |                         |                         |  |  |                      |                      |                      |                      |                      |                      |  |  |                          |                          |                          |                          |                          |                          |  |  |  |  |  |  |  |  |  |  |  |  |
|  |  |  |  |                             |                             |                             |                             | Thomas Holland surreyi gróf | Thomas Holland surreyi gróf | Thomas Holland surreyi gróf | Thomas Holland surreyi gróf | Thomas Holland surreyi gróf   | Thomas Holland surreyi gróf   |                               |                               | Alianore Holland              | Alianore Holland              | Alianore Holland | Alianore Holland | Alianore Holland            | Alianore Holland            |                             |                             |                             |                             |                             |                         |                         |                         |                         |                         |  |  | Roger Mortimer marchi gróf | Roger Mortimer marchi gróf | Roger Mortimer marchi gróf | Roger Mortimer marchi gróf | Roger Mortimer marchi gróf | Roger Mortimer marchi gróf |  |  |                          |                         |                         |                         |                         |                         |  |  |                      |                      |                      |                      |                      |                      |  |  |                          |                          |                          |                          |                          |                          |  |  |  |  |  |  |  |  |  |  |  |  |
|  |  |  |  |                             |                             |                             |                             | Thomas Holland surreyi gróf | Thomas Holland surreyi gróf | Thomas Holland surreyi gróf | Thomas Holland surreyi gróf | Thomas Holland surreyi gróf   | Thomas Holland surreyi gróf   |                               |                               | Alianore Holland              | Alianore Holland              | Alianore Holland | Alianore Holland | Alianore Holland            | Alianore Holland            |                             |                             |                             |                             |                             |                         |                         |                         |                         |                         |  |  | Roger Mortimer marchi gróf | Roger Mortimer marchi gróf | Roger Mortimer marchi gróf | Roger Mortimer marchi gróf | Roger Mortimer marchi gróf | Roger Mortimer marchi gróf |  |  |                          |                         |                         |                         |                         |                         |  |  |                      |                      |                      |                      |                      |                      |  |  |                          |                          |                          |                          |                          |                          |  |  |  |  |  |  |  |  |  |  |  |  |
|  |  |  |  |                             |                             |                             |                             |                             |                             |                             |                             |                               |                               |                               |                               |                               |                               |                  |                  |                             |                             |                             |                             |                             |                             |                             |                         |                         |                         |                         |                         |  |  |                            |                            |                            |                            |                            |                            |  |  |                          |                         |                         |                         |                         |                         |  |  |                      |                      |                      |                      |                      |                      |  |  |                          |                          |                          |                          |                          |                          |  |  |  |  |  |  |  |  |  |  |  |  |
|  |  |  |  |                             |                             |                             |                             |                             |                             |                             |                             |                               |                               |                               |                               |                               |                               |                  |                  |                             |                             |                             |                             |                             |                             | Edmund Mortimer marchi gróf |                         |                         |                         |                         |                         |  |  |                            |                            |                            |                            |                            |                            |  |  |                          |                         |                         |                         |                         |                         |  |  |                      |                      |                      |                      |                      |                      |  |  |                          |                          |                          |                          |                          |                          |  |  |  |  |  |  |  |  |  |  |  |  |

### Krónikák
- (1993) Chronicles of the Revolution, 1397–1400: The Reign of Richard II, ed. Chris Given-Wilson. Manchester: Manchester University Press. ISBN 0-7190-3526-0.
- Froissart, Jean (1978). Chronicles, ed. Geoffrey Brereton. London: Penguin. ISBN 0-14-044200-6.
- (1977) Historia Vitae et Regni Ricardi Secundi, ed. George B. Stow. Philadelphia: University of Pennsylvania Press. ISBN 0-8122-7718-X.
- Knighton, Henry (1995). Knighton's Chronicle 1337–1396, ed. G. H. Martin. Oxford: Clarendon Press. ISBN 0-19-820503-1.
- Walsingham, Thomas (1862–64). Historia Anglicana 2 vols., ed. Henry Thomas Riley. London: Longman, Roberts, and Green

### Másodlagos források
- Alexander, Jonathan; Binski, Paul (eds.) (1987). Age of Chivalry, Art in Plantagenet England, 1200–1400. London: Royal Academy/Weidenfeld & Nicolson.
- Allmand, Christopher. The Hundred Years War: England and France at War c. 1300 –  c. 1450. Cambridge: Cambridge University Press (1988). ISBN 0-521-31923-4
- Bennett, Michael J.. Richard II and the Revolution of 1399. Stroud: Sutton Publishing (1999). ISBN 0-7509-2283-4
- Castor, Helen. The King, the Crown, and the Duchy of Lancaster: Public Authority and Private Power, 1399–1461. Oxford: Oxford University Press, 8–21. o. (2000). ISBN 0-19-820622-4
- The Reign of Richard II. Stroud: Tempus Publishing (2000). ISBN 0-7524-1797-5
- The Age of Richard II. Stroud: Sutton Publishing (1997). ISBN 0-7509-1452-1
- Richard II: The Art of Kingship. Oxford: Clarendon Press (1998). ISBN 0-19-820189-3
- Goodman, Anthony. The Loyal Conspiracy: The Lords Appellant under Richard II. London: Routledge (1971). ISBN 0-7100-7074-8
- Goodman, Anthony. John of Gaunt: The Exercise of Princely Power in Fourteenth-Century Europe. Burnt Mill, Harlow, Essex: Longman (1992). ISBN 0-582-09813-0
- Harriss, Gerald. Shaping the Nation: England, 1360–1461. Oxford: Oxford University Press (2005). ISBN 0-19-822816-3
- Hilton, Rodney. Bond Men Made Free: Medieval Peasant Movements and the English Rising of 1381. London: Temple Smith (1973). ISBN 0-85117-039-0
- Jones, Michael (ed.). The New Cambridge Medieval History, vol. 6: c. 1300 –  c. 1415. Cambridge: Cambridge University Press (2000). ISBN 0-521-36290-3
- Keen, Maurice. England in the Late Middle Ages. London: Methuen (1973). ISBN 0-416-75990-4
- Levey, Michael (1971). Painting at Court. London: Weidenfeld and Nicolson.
- McKisack, May. The Fourteenth Century: 1307–1399. Oxford: Oxford University Press (1959). ISBN 0-19-821712-9
- Mortimer, Ian. The Fears of King Henry IV: The Life of England's Self-Made King. London: Jonathan Cape (2007). ISBN 978-0-224-07300-4
- ↑ Saul: Richard II: Saul, Nigel. Richard II. New Haven: Yale University Press (1997). ISBN 0-300-07003-9
- Saul, Nigel. The Three Richards: Richard I, Richard II and Richard III. London: Hambledon (2005). ISBN 1-85285-286-0
- Steel, Anthony. Richard II. Cambridge: Cambridge University Press (1941)
- Tuck, Anthony. Crown and Nobility 1272–1461: Political Conflict in Late Medieval England. London: Fontana (1985). ISBN 0-00-686084-2

| Előző uralkodó: III. Eduárd | Anglia királya 1377 – 1399 | Következő uralkodó: IV. Henrik |